# Gabriel Pareyon
Gabriel Pareyon (* 23. Oktober 1974 in Zapopan, Jalisco, Mexiko) ist ein mexikanischer Komponist, Musiktheoretiker und Musikhistoriker.

## Biografie
Seinen ersten Musikunterricht erhielt er von 1989 bis 1992 in der Musikschule der Universidad de Guadalajara. 1994 zog er nach Mexiko-Stadt und studierte bis 1999 am Staatskonservatorium in der Kompositionsklasse von Mario Lavista. Zwischen 1995 und 2001 besuchte er Meisterklassen bei Franco Donatoni, Vinko Globokar, Toshio Hosokawa, Manfred Trojahn und Włodzimierz Kotoński. Sein Kompositionsstudium absolvierte er am Königlichen Konservatorium Den Haag bei Klarenz Barlow.
1995 forschte er in der musikwissenschaftlichen Abteilung des CENIDIM-INBA in Mexiko-Stadt, wo er in den letzten Jahren Bücher und Artikel veröffentlichte.
Er erhielt den Andrzej-Panufnik-Preis für junge Komponisten (Krakau, 2001), den 2. Platz beim Jurgenson-Wettbewerb für junge Komponisten, gefördert vom Tchaikowsky-Konservatorium (Moskau, 2003), und wurde bei der Saxophon-Weltmeisterschaft in der Kategorie Komponisten prämiert (Bangkok, 2006).
Seine Werke wurden bei Komponistentreffen und Festivals in Berlin, Dresden und Köln aufgeführt. Ein Kammermusik-Konzert wurde im Otto-Braun-Saal der Staatsbibliothek Berlin am 15. Dezember 2003 mit Mitgliedern der Brandenburgischen Philharmonie aufgenommen.